# Riquewihr
Riquewihr (nemško Reichenweier) je občina in mesto v departmaju Zgornji Ren francoske regije Alzacija - Šampanja - Ardeni - Lorena v severovzhodni Franciji. Med turisti je zelo priljubljeno zaradi svoje zgodovinske arhitekture. Znano je tudi po rizlingu in drugih vrstah odličnega vina, pridelanega v vasi. Leži ob alzaški vinski cesti. 
Riquewihr je danes bolj ali manj tak, kot je bil v 16. stoletju.  Uradno je ena najlepših vasi v Franciji in je upravičeno na seznamu Les plus beaux villages de France (najlepše vasi v Franciji).
Leta 1990 je v občini živelo 1 075 ljudi oziroma 63 /km².

## Geografija
Riquewihr je samo 11 km oddaljen od Colmarja, 70 km od Strasbourga in nekaj minut od drugih alzaški vasi, kot so Ribeauville, Hunawihr, Eguisheim ali Kaysersberg.
Leži ob vhodu v gozdnato dolino, ki jo pred severnimi vetrovi varuje Schoenenbourg. Nekoliko štrli nad ravnino Alzacije in ponuja čudovit razgled na dolino Rena, od Alp do Sselestata. Trije okoliški hribi so logotip vinske kleti Hügel in sinovi (Hugel et fils), ki je ena največjih družin pridelovalcev vina v Riquewihrju. Blago lokalno podnebje je zelo ugodno za gojenje vinske trte, strma pobočja s težkimi tlemi ne ponujajo druge možnosti.

## Zgodovina
V 8. stoletju je Frank po imenu Richo ustanovil posestvo Richovilla, iz katerega sta se razvila vas in ime. V 10. do 11. stoletju je vas s pripadajočimi posestvi v deželi grofov Egisheim-Dabo (Dagsburg) pripadla  Horbourškim grofom. Leta 1291 so obdali vas s prvim obzidjem. Leta 1320 je Riquewihr dobil mestne pravice. Leta 1324 je lastnik postal grof Ulrik Württemberški. Leta 1397 se je grof Eberhard II. Württemberški zaročil s Henriette von Montfaucon in leta 1407 poročil. Henriette je bila dedinja grofa Montbéliarda. Od tedaj je bila sosednja grofija Württemberg-Mömpelgard na levem bregu premoženje družine Württemberg. Leta 1495 je grofija postala vojvodina. Vojvoda Georg Württemberški je leta 1534 omogočil uvedbo Zwinglijeve verske reforme reformirane cerkve. Leta 1559 je Luter vojvodi Christophu Württemberškemu predstavil nauke, da bi zagotovil versko enotnost ob Renu. Množično so odločile vasi: Altweier, Beblenheim, grad Bilstein, Hunaweier, Mittelweier, Ostheim in Reichenweier. Tridesetletna vojna med letoma 1618–1648 je to območje precej opustošila. Leta 1680 je Riquewihr prišel pod oblast Ludvika XIV., čeprav je ostal v lasti Württemberških. Leta 1789 so se med francosko revolucijo državljani Riquewihrja pridružili Francoski republiki, leta 1796 so bili odvzeti Württemberškim in Riquewihr je postal del Francije.  Prebivalci so večinoma protestanti.
Za novo leto 2014 je požar v srednjeveškem središču uničil več zgodovinskih  predalčnih lesenih hiš. 

## Znamenitosti
- Staro mesto: Riquewihr je pomemben zaradi enkratnega starega mestnega jedra, ki je skupaj z utrdbami skoraj v celoti ohranjeno; 
  - mestna vrata ali stolp Dolder je mejnik v mestu;
  - Diebesturm, severozahodni vogalni stolp utrdbe;
  - ruševine gradu Reichenstein iz 13. stoletja, peterokoten bivalno-obrambni stolp je v veliki nevarnosti, da bo propadel, stoji približno dva kilometra severozahodno od mesta v gozdu;
  - še nekoliko bolj severozahodno so ruševine gradu Bilstein.

- Muzeji: 
  - Muzej Hansi predstavlja delo grafičnega umetnika Jeana-Jacquesa Waltza,
  - Poštni muzej (Musée de la Poste) je v nekdanji Württemberški palači,
  - Musée de la Tour de Voleurs z zaporom in prostori za mučenje je v nekdanji judovski četrti.